# یواس‌سی‌جی‌سی استوریس (دبلیوام‌ئی‌سی-۳۸)
یواس‌سی‌جی‌سی استوریس (دبلیوام‌ئی‌سی-۳۸) (به انگلیسی: USCGC Storis (WMEC-38)) یک کشتی است که طول آن ۲۳۰ فوت (۷۰ متر) می‌باشد. این کشتی در سال ۱۹۴۲ ساخته شد.